# Matías Córdoba
Matías Jesús Córdoba (Lanús, 7 ottobre 1984) è un ex calciatore argentino, di ruolo centrocampista.